# Gianluca Masi
Pour les articles homonymes, voir Masi.
Gianluca Masi, né le 22 janvier 1972 à Frosinone, est un astronome et astrophysicien italien.

## Biographie
Son intérêt pour l'astronomie a commencé dès l'enfance, puis il est devenu astronome professionnel, ayant obtenu son doctorat (PhD) en astronomie en 2006. Au même moment, il consacra de grands efforts à la communication scientifique sur la scène internationale.
Ses intérêts professionnels concernent entre autres les astéroïdes et les comètes, les étoiles variables et les exoplanètes, avec de nombreuses contributions dans tous ces domaines. Il réussit à déterminer la date à laquelle Vincent van Gogh a peint Nuit étoilée sur le Rhône en étudiant la position des étoiles.
En 2006, il commence le Virtual Telescope Project (it) (projet Télescope Virtuel), partie de l'observatoire astronomique Bellatrix, à Ceccano (code MPC 470), consistant en plusieurs télescopes robotisés, disponibles à distance en temps réel sur Internet. Grâce à ce système, des observations en direct en ligne sont réalisées, ce qui permet de partager l'univers avec le monde. Plus de 1 000 000 personnes observent chaque année le ciel à travers le Virtual Telescope.

## Récompenses et honneurs
Gianluca Masi a reçu plusieurs prix et récompenses[Lesquels ?] pour ses activités scientifiques.
L'astéroïde (21795) Masi a été nommé en son honneur.

## Astéroïdes découverts
| Astéroïdes découverts : 30                     | Astéroïdes découverts : 30 |
| ---------------------------------------------- | -------------------------- |
| (10931) Ceccano                                | 16 février 1998            |
| (20433) Prestinenza                            | 14 février 1999            |
| (20513) Lazio[1]                               | 10 septembre 1999          |
| (21661) Olgagermani                            | 1er septembre 1999         |
| (21685) Francomallia                           | 11 septembre 1999          |
| (21799) Ciociaria[1]                           | 1er octobre 1999           |
| (25337) Elisabetta                             | 6 août 1999                |
| (40409) Taichikato                             | 6 septembre 1999           |
| (49501) Basso                                  | 13 février 1999            |
| (65487) Divinacommedia[2]                      | 9 février 2003             |
| (66458) Romaplanetario                         | 22 août 1999               |
| (73453) Ninomanfredi[1]                        | 13 juillet 2002            |
| (74625) Tieproject[1]                          | 10 septembre 1999          |
| (79641) Daniloceirani[1]                       | 19 septembre 1998          |
| (95784) 2003 FS6                               | 28 mars 2003               |
| (98722) Elenaumberto                           | 22 décembre 2000           |
| (101902) Gisellaluccone                        | 3 septembre 1999           |
| (145820) Valeromeo                             | 15 octobre 1998            |
| (216591) Coetzee                               | 21 juillet 2002            |
| (220296) 2003 CX20[2]                          | 13 février 2003            |
| (243637) Frosinone                             | 8 octobre 1999             |
| (253311) 2003 CC20[2]                          | 11 février 2003            |
| (269762) Nocentini                             | 4 octobre 1999             |
| (317631) 2003 CB20[2]                          | 11 février 2003            |
| (317633) 2003 CY20[2]                          | 13 février 2003            |
| (435127) Virtelpro                             | 14 mars 2007               |
| 1. avec Franco Mallia. 2. avec René Michelsen. |                            |